# Hôtel de Poutz
 (avril 2020).
L'hôtel de Poutz est un ancien hôtel particulier situé au no 4, place du Fromage à Arudy dans le département français des Pyrénées-Atlantiques, en région Nouvelle-Aquitaine.
Après avoir fait partie d'une abbaye aujourd'hui disparue, il abrite, depuis 1972, le musée d'Arudy - maison d'Ossau.

## Histoire
L'hôtel se trouve sur l'emplacement d'une ancienne abbaye laïque de la fin du XIIIe siècle, disparue par la suite. Dans le courant des XIVe et XVe siècles, l'abbaye est dirigée par plusieurs familles originaires des villes de Pontacq et Sainte-Colome.
En 1539, l'abbaye devient la propriété de Gaston de Louvie qui obtient dès 1570, le droit d'entrer aux États de Béarn. La propriété passe ensuite aux mains de la famille de Labarthe en 1585, à l'occasion du mariage en secondes noces de la veuve et héritière de Gaston avec Arnaut de Labarthe.
En 1624, l'édifice actuel est construit par la famille de Labarthe, dans des dispositions semblables à l'hôtel de Peyre à Pau.
Durant la Révolution française, le bâtiment est saccagé notamment par le burinage des symboles rappelant l'Ancien Régime, présents sur les pierres et boiseries. C'est à cette époque que l'abbaye est probablement détruite. L'hôtel est acquis par la famille de Poutz, vraisemblablement pendant cette période. La première matrice cadastrale de 1837 faisant de Pierre-Amédée de Poutz le propriétaire. 
En 1876, la Caisse d'épargne s'installe en location dans l'hôtel. Le 11 août 1901, la société achète le bâtiment à Marie-Thérèse Poey, seule héritière de Mme Saüt, dernière descendante de la famille Poutz.
Le 8 mars 1914, la ville rachète l'hôtel par le biais du Ministère de la Guerre, souhaitant y loger la brigade de gendarmerie précédemment établie à Louvie-Juzon.
Pendant la Première Guerre mondiale, il est transformé en hôpital de fortune afin d'y accueillir de nombreux blessés. La gendarmerie occupe les lieux jusqu'en 1967.
Des travaux sont menés dès 1969 pour restaurer et moderniser les lieux, sous la direction de l'architecte palois, André Grésy. Le musée d'Ossau est inauguré en 1972. L'hôtel accueille depuis, le musée d'Arudy - maison d'Ossau où l'on peut découvrir l'histoire archéologique et ethnologique de la vallée d'Ossau, une charpente d'époque, des boiseries et des cheminées richement ouvragées datant du XVIIe siècle.

## Description
Si l'abbaye a aujourd'hui totalement disparu, il n'en subsiste néanmoins que l'actuel bâtiment, composé d'un pavillon central en saillie à une travée de fenêtres surmonté d'un toit "à l'impériale", flanqué de deux ailes inégales, composées chacune de deux travées de fenêtres, le tout s'étalant sur trois niveaux.

## Protection
L'hôtel est inscrit monument historique pour ses façades et toiture par arrêté du 18 septembre 1970, puis dans sa totalité y compris son portail d'entrée en fer forgé par arrêté du 18 février 2015,.